# Josef Baumgartner (Politiker, 1946)
Josef Baumgartner (* 17. September 1946; † 18. August 2009) war ein Jurist und Politiker (CVP) aus dem Schweizer Kanton Nidwalden. 
Er besuchte das Kollegium in Stans und studierte in Freiburg Rechtswissenschaft. Danach war er patentierter Rechtsanwalt in Stans und von 1978 bis 1981 Mitglied des Gemeinderates von Oberdorf NW sowie Kantonsgerichtsschreiber.
Nach 1981 arbeitete er als Landschreiber des Regierungsrats und leitete die Staatskanzlei.
Im Kollegium St. Fidelis Stans war Josef Baumgartner Mitglied der Mittelschulverbindung GV Struthonia und später auch deren Altherrenpräsident.